# John Hunt Morgan
Pour les articles homonymes, voir John Morgan, Morgan, John Hunt et Hunt.
John Hunt Morgan (1er juin 1825 à Huntsville en Alabama – 4 septembre 1864 à Greeneville au Tennessee) est un général confédéré et officier de la cavalerie durant la guerre de Sécession.

## Guerre de Sécession
Il commande, à titre temporaire, le département du trans-Allegheny du 22 juin 1864 au 22 août 1864.
Il est connu pour avoir dirigé, en 1863, une incursion dans les États nordistes de l'Indiana et de l'Ohio, connue sous le nom de « raid de Morgan ».
Empêché à plusieurs reprises de revenir sur ses pas par les forces fédérales mobilisées à la hâte et par les milices des États concernés, Morgan se rendit finalement, avec ce qui restait de ses unités, dans le nord-est de l'Ohio. Emprisonné, il s'échappa avec quelques-uns de ses officiers et regagna le Sud, où il fut tué, un an plus tard, par un cavalier de l'Union lors d'une tentative de fuite.
Il est enterré dans le cimetière de Lexington.